# Горбанівська сільська рада
| Горбанівська сільська рада — колишній орган місцевого самоврядування у Переяслав-Хмельницькому районі Київської області з адміністративним центром у с. Горбані. Водоймища на території, підпорядкованій даній раді: річка Супій. Сільській раді були підпорядковані населені пункти: - с. Горбані - с. Чопилки |

## Склад ради
Рада складалася з 14 депутатів та голови.

### Керівний склад ради
| ПІБ                           | Основні відомості                                                 | Дата обрання | Дата звільнення |
| ----------------------------- | ----------------------------------------------------------------- | ------------ | --------------- |
| Вовчанівський Василь Петрович | Сільський голова, 1965 року народження, освіта                    | 26.03.2006   | 31.10.2010      |
| Вовчанівський Василь Петрович | Сільський голова, 1965 року народження, освіта вища, безпартійний | 31.10.2010   |                 |

Примітка: таблиця складена за даними джерела